# Jedid
Jedid (nou, modern) també Djadid, Djedid i Jadid, fou un moviment polític i cultural dels pobles turcs de la Rússia tsarista, aparegut vers 1880 entre els tàtars de Kazan. Vers 1900 es va estendre a la major part dels intel·lectuals turcs i va passar a ser dirigit per Ismail Gaspirali, rus Gasprinskiy (1851-1914), un tàtar de Crimea que va dirigir la revista Terdjüman (L'intèrpret) fundada el 1885 i de tendències panislàmiques i panturques i buscant amb una llengua comuna basada en l'otomà. Després de la revolució de 1905 van trobar més espais de llibertat, van col·laborar amb l'esquerra, i es van estendre a l'Àsia central on foren l'embrió del moviment basmatxi. Els soviètics els van considerar traïdors i van perseguir els jedids a Europa i els basmatxis a Àsia. Els jedids van restar fidels a la seva ideologia i el seu moviment cultural va existir fins vers 1930.